# منتخب فيتنام لكرة الصالات
منتخب فيتنام الوطني لكرة قدم الصالات (بالفيتنامية: Đội tuyển bóng đá trong nhà quốc gia Việt Nam)‏ هو ممثل فيتنام الرسمي في المنافسات الدولية في كرة الصالات .

## وصلات خارجية
- الموقع الرسمي